# Tom Phillips (kierowca)
Tom Phillips (ur. 4 stycznia 1962 w Portland) – amerykański kierowca wyścigowy.

## Biografia
W 1978 roku uczestniczył Lolą w Formule Ford ICSCC, zajmując siódme miejsce w klasyfikacji końcowej. W 1980 roku zadebiutował w Formule Atlantic. W 1981 roku wystartował w Grand Prix Makau, jednak nie ukończył wyścigu. W sezonie 1986 wystartował w wyścigu serii IndyCar na torze Laguna Seca, którego jednak nie ukończył. W tym samym roku zajął piąte miejsce w edycji zachodniej Formuły Atlantic. W latach 1987–1989 ścigał się w serii IMSA GT Championship.